# Jordan Theodore
Jordan Theodore (* 11. Dezember 1989 in Englewood, New Jersey) ist ein US-amerikanischer Basketballspieler.
Er spielte in der Saison 2015/16 in der Basketball-Bundesliga bei Fraport Skyliners und hat mit diesen 2016 den FIBA Europe Cup gewonnen.
Mitte Juli 2016 wurde bekannt, dass Theodore in die Türkei zu Banvit BK wechselt.

## Erfolge und Auszeichnungen
- Sieger des FIBA Europe Cup: 2016
- Theodore wurde zum zweitbesten Spieler der Liga gewählt.
- Türkischer Pokalsieger 2016/17
- Intercontinental Cup: 2019
- Finals MVP des Türkischen Pokals 2016/17
- Fiba Championsleague Regular Season MVP